# Školní jídelna

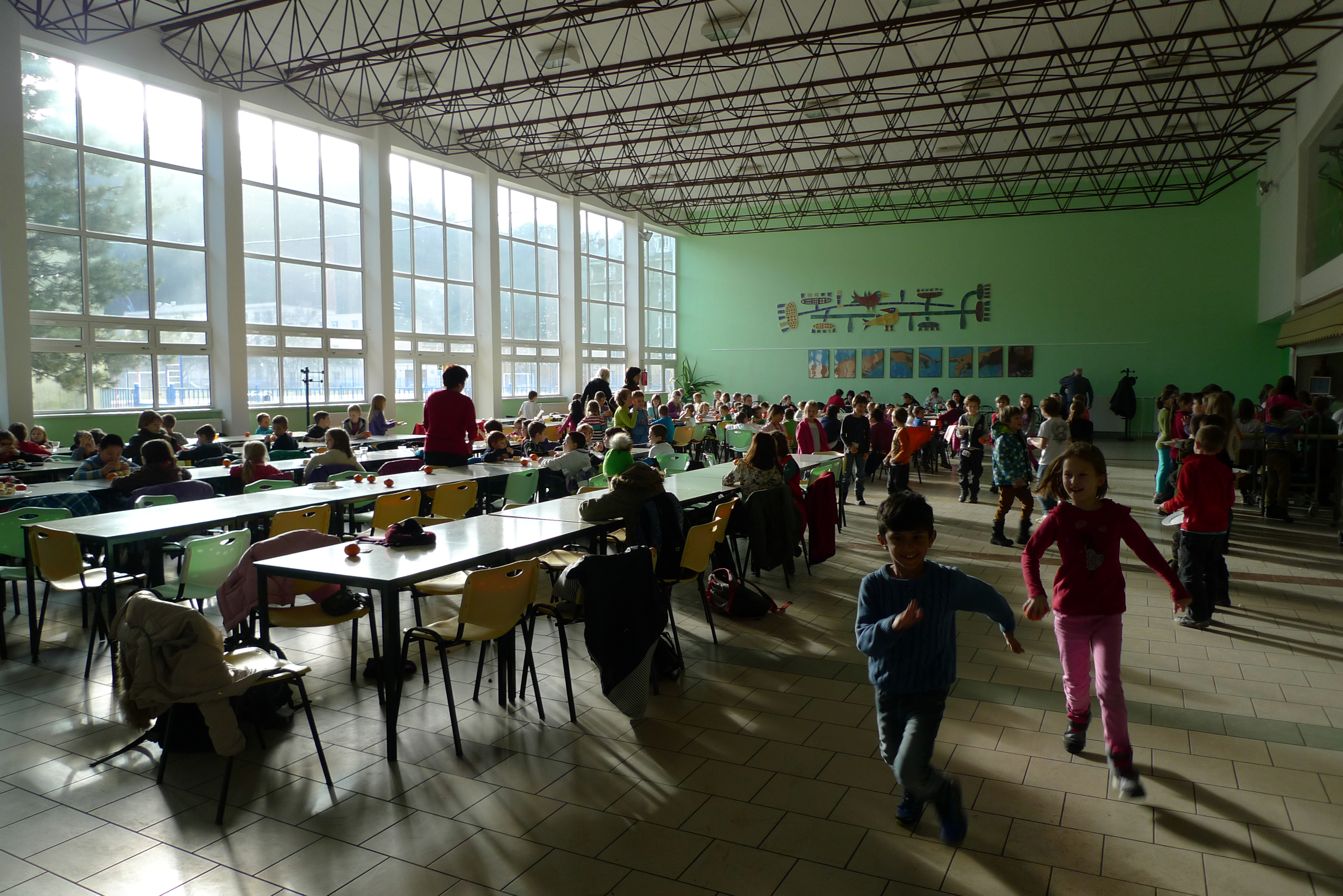
Pohled do školní jídelny

Školní jídelna, jejíž součástí je obvykle i vlastní školní kuchyně, je stravovací zařízení sloužící ke společnému stravování žáků a zaměstnanců škol.

## Školní stravování v České republice
Zařízení školního stravování je stravovací zařízení na mateřských, základních, středních, vyšší odborných školách a konzervatořích. Slouží ke společnému stravování žáků, studentů, učitelů a nepedagogických pracovníků, někdy také cizích strávníků, např. důchodců, zaměstnanců firem apod. Obědy se vydávají výměnou za jídelnou vydávané stravenky, které se v závislosti na škole platí zpětně nebo předem. Původní papírové jednorázové stravenky jsou stále více nahrazovány optickými či bezkontaktními stravovacími kartami. Částka placená za obědy (či další jídla, např. v domovech mládeže), se nazývá stravné. Zařízení školního stravování se dle druhu provozu dělí na školní jídelny (vaří a zároveň vydávají stravu), školní jídelny – vývařovny (pouze vaří a stravu vyvážejí) a školní jídelny – výdejny (pouze vydávají dovezenou stravu).

### Historie
Před druhou světovou válkou byly v Československu různé formy školního stravování poskytované především charitativními organizacemi. O možnosti systematizovat přístup ke školnímu stravování se začalo hovořit v období protektorátu. Tradice školních jídelen v Česku v dnešním podání začala po roce 1945 díky snaze, aby školní stravování bylo zdravé a dostupné každému. Organizačně vznik jídelen řídilo tehdejší ministerstvo školství. Pro kuchaře byly závazné při vaření normy, podle kterých pokrmy připravovali. Počáteční podobu přitom ovlivňovaly tehdejší ztížené podmínky. Některé potraviny byly v 50. letech ještě stále nedostatkové a stále fungoval lístkový přídělový systém. Po celou dobu historie školních jídelen byl značně limitující pro výběr vařených pokrmů finanční limit na porci, který byl vždy nízký. Nízká byla obvykle i kvalifikace kuchařek a kvalita kuchyně se výrazně měnila jak s dobou, tak školu od školy. V 80. letech existovalo 10 tisíc jídelen, v kterých se stravovalo 100 procent dětí z mateřských a téměř 90 procent ze základních škol. Po roce 1989 do školního stravování pronikly nové trendy. V některých školách se tak začal klást důraz na větší výběr, v jiných ale změny postupují velmi pomalu a na stravování se toho mnoho nemění.

### Organizace stravování
Určujícím faktorem pro obědy je výše finančního normativu, který byl v nejvyšší cenové skupině na konci roku 2014 stanoven na 34 Kč za kompletní oběd, tj. polévku či předkrm, hlavní chod, nápoj a volitelný doplněk (salát, dezert či ovoce). Na začátku roku 2015 stoupl na 37 Kč.[zdroj?] Finanční normativy jsou různě vysoké podle věkových skupin strávníků a druhu jídla.[zdroj?] Většina škol se do něho vešla. Zároveň se kuchyně musejí řídit spotřebním košem, kde je určeno, kolik musí dítě spotřebovat měsíčně masa, zeleniny, mléka, vajec a jiných složek potravy. Jedno kompletní jídlo stojí ke konci roku 2014 nejčastěji 25 až 30 Kč, z toho zaplatí rodiče (zákonní zástupci) finanční normativ za potraviny (suroviny), tj. asi třetinu ceny. Zřizovatel, tj. většinou obec či kraj zaplatí režijní náklady a platy personálu ministerstvo školství.

### Úroveň stravování
Od roku 1975 se kvalita i chutnost jídel velmi zlepšila. Zlepšily se suroviny, kvalita kuchyní i personálu. Změnila se i skladba jídel a jídelny se snaží vařit i atraktivnější pokrmy. Zatímco dříve vévodila klasická česká kuchyně, např. rajská omáčka nebo buchtičky se šodó, v novém tisíciletí se objevují i dosud nezvyklé recepty, např. panenka s bramborovým pyré s mrkví, rozmarýnem a smetanovými žampiony. Probíhají také soutěže o nejlepší školní jídelnu. Do jídelníčku se dostává více zeleniny a ovoce, například ve formě salátů, nebo také nové nebo dosud v jídelnách neobvyklé druhy potravin, jako je cizrna, bulgur, treska nebo losos. Nové přístupy se někdy odráží i ve větší návštěvnosti jídelen.
Úroveň stravování ve školách je ale někdy přesto terčem kritiky. Kritizováno je například složení spotřebního koše a jeho zastaralost. Objevují se koncepty alternativního stravování, ale odborné organizace tvrdí, že léty prověřený systém spotřebního koše je vhodný a má oporu ve výzkumu, vědě a legislativě.
Kvůli tomu, že přibývá dětí s alergiemi, přibývá i jídelen, které jsou ochotny vařit dietně. Tuto stravu však mohou připravovat pouze jídelny, ve kterých pracuje nutriční terapeut.[zdroj?] Od ledna 2015 mají jídelny (stejně jako všechna ostatní stravovací zařízení) navíc povinnost v jídle obsažené alergeny uvádět. Jídelny někdy upravují recepty na míru tak, aby např. neobsahovaly lepek, mléko, apod. To jim ale přináší víc práce a víc špinavého nádobí, ale příjmy jídelen a úvazky personálu zůstávají stejné. Situaci by měl zlepšit připravovaný zákon v roce 2015. Dosud zvýšené náklady dietního stravování neupravuje žádný zákon a záleží na vůli ředitelů a kuchařů. Pro dietní vaření existují pro kuchaře kurzy a školení.
Přibývá také dětí s náběhem na obezitu. V roce 2014 jich bylo 20 procent v české populaci a 3 miliony v Evropské unii. Některé jídelny tak mění jídelníčky směrem ke zdravějším pokrmům. Ubírají tradiční pokrmy jako buchtičky se šodó nebo rajská s knedlíky, místo toho více zařazují zdravější luštěniny, pohanku nebo kuskus. Další roli hraje také špatný pitný režim nebo příliš sladkostí. Častým terčem stížností byly také nápojové automaty a automaty na sladkosti a jiné potraviny ve školách. Školy měly snahu kontrolovat a regulovat jejich množství a obsah a existovala snaha ministerstva automaty úplně ve školách zakázat. 30. září 2016 pak vešla v platnost vyhláška ministerstev školství a zdravotnictví, tzv. „pamlsková vyhláška“, která zakázala sladkosti a sladké nápoje a další nezdravé potraviny ve školních bufetech i automatech. Součástí vyhlášky je velmi přísný seznam požadavků na obsah soli, tuku a cukru v potravinách. Kritici ale namítají, že si děti nezdravé potraviny opatří jinde, kdežto opatření pouze ohrozí životaschopnost školních bufetů.
Některé jídelny nemají tolik strávníků, aby se jim vyplatilo připravit jídlo pro speciální dietu, např. bez lepku. V takovém případě dětem umožňují přinést si jídlo z domova, které se uloží v jídelně v lednici a v době oběda je vydáno ohřáté na talíři.

### Analýza systému a návrhy modernizace
Stávající standard kvality školního stravování je zásluhou obětavé práce personálu školních jídelen. Ten však dlouhodobě nedostává adekvátní plat a mnohdy ani pozitivní slovní ohodnocení ze strany strávníků či médií. Pokud neznáme souvislosti, nedokážeme si zcela představit, jaké množství lidské práce a úsilí stojí za přípravou školních pokrmů. Problematiku zmapovala komplexní Analýza školního stravování Archivováno 21. 4. 2021 na Wayback Machine. Státního zdravotního ústavu, na kterou navazuje projekt Máme to na talíři a není nám to jedno. Partnerský projekt Státního zdravotního ústavu, Českého Gastronomického Institutu a Kulinářského umění nabízí odpovědi a jasná řešení, jak vytvořit systém školního stravování, který splňuje představy všech zúčastněných.

### Stravování sociálně slabých dětí
Někteří rodiče za obědy ve škole dluží až tisíce Kč měsíčně, někdy jsou platby opožděné, jindy se musí vymáhat. Některé školy proto přistupují k platbám předem. Rodiče sociálně slabých dětí někdy nemají dost peněz, aby svým dětem obědy vůbec zařídili. Děti tak ve škole obědvají například suché rohlíky, namazaný chleba, ale někdy také nic.
Absence obědů ve škole přitom může mít fatální následky na psychický a sociální vývoj dítěte. Může ovlivnit studijní výsledky i celkový prospěch. Řešením může být v některých případech charita. Např. v roce 2014 některým takto ohroženým školákům obědy platila obecně prospěšná společnost Světýlko z Brna v rámci projektu Obědy pro školáky. V tomto roce zaplatila 71 školákům roční obědy v hodnotě 355 tisíc Kč. Peníze získala pomocí veřejné sbírky a charitativních aukcí. Podobný projekt Obědy pro děti měla např. také obecně prospěšná společnost WOMEN FOR WOMEN. Nad ním převzala záštitu ministryně práce a sociálních věcí Michaela Marksová.